# Козила
Козила су насељено мјесто у општини Шипово, Република Српска, БиХ. Према попису становништва из 1991. у насељу је живјело 58 становника.

## Становништво
Према попису становништва из 1991. године, мјесто је имало 58 становника.
| Националност | 1991.     | 1981. | 1971. |
| Срби         | 58 (100%) |       |       |
| Укупно       | 58        | '     | '     |